# Силвия Плат
Силвия Плат (на английски: Sylvia Plath) е американска писателка, широко популярна със своята поезия.

## Биография

### Детство и юношество
Плат е родена на 27 октомври 1932 година в Бостън. Майка ѝ Аурелия Шобер Плат (1906 – 1994) е първо поколение американка от австрийски произход. Баща ѝ Ото Плат (1885 – 1940) е от Грабов, Германия. Бащата на Плат е ентомолог и професор по биология в Бостънския университет. Автор е на книга за пчели. Майката на Плат е приблизително 21 години по-млада от съпруга си.
На 27 април 1935 година се ражда братът на Силвия Плат – Варен, и през 1936 година семейството се премества. Майката на Плат е израснала в Уинтроп и заедно със семейството си е живяла в една част на града, наречена Пойнт Шърли. Това място е споменато в поезията на Силвия. Докато живее в Уинтроп, осемгодишната Плат публикува първото си стихотворение в детския раздел на „Boston Herald“. В допълнение към писането тя рано проявява и заложбите като художник, като печели награда за рисунките си от The Scholastic Art & Writing Awards през 1947 година.
Ото Плат умира на 5 ноември 1940 година, една седмица и половина след осмия рожден ден на Силвия, от усложнения след ампутацията на крака поради нелекуван диабет. Той се разболява малко след като негов приятел умира от рак на белия дроб. Сравнявайки приликите между симптомите на приятеля си и своите, Ото се убеждава, че също има рак на белия дроб и не търси лечение, докато диабетът му не напредва твърде много. Възпитавана като християнка, Плат преживява загуба на вярата си след смъртта на баща си и през целия си живот остава със смесени чувства към религията. Баща ѝ е погребан в гробището Уинтроп, Масачузетс. Посещение на гроба му по-късно кара Плат да напише стихотворението „Electra on Azalea Path“. След смъртта на бащата майката Аурелия Плат се премества заедно с децата и родителите си през 1942 г. В една от последните си прозаични творби Плат пише, че първите 9 години от живота ѝ „отплавали като кораб в бутилка“. Плат учи в Bradford Senior High School, като се дипломира през 1950 година.

### Години в колежа
През 1950 година Плат започва да посещава „Смит Колидж“, където прави впечатление с резултатите си. В писмо до своята майка казва: „Светът се разпуква в краката ми като зряла, сочна диня“. Редактор е на „Смит Ривю“ и през лятото след третата година в колежа получава като награда мечтаното от мнозина място на гост-редактор в списание „Мадмоазел“, покрай което прекарва един месец в Ню Йорк. Нещата обаче не се случват по начина, по който си ги е представяла и всичко тръгва надолу. Бясна е, че не е поканена на срещата, която редакторът на списанието организира с уелския поет Дилън Томас – писател, когото тя, по думите на едно от гаджетата ѝ, обича „повече от себе си“. Обикаля два дена около бар „Белият кон“ и хотел „Челси“ с надеждата да го зърне, но се оказва, че той вече е на път към дома си. Няколко седмици по-късно нарязва краката си, за да разбере има ли достатъчно смелост за самоубийство. Много от събитията, които се случват през това лято, Плат използва като вдъхновение за романа си „Стъкленият похлупак“. По същото време кандидатства за писателски семинар в Харвард, но не я одобряват. След лечение от депресия с електрошокова терапия прави първия си медицински документиран опит за самоубийство в края на август 1953 година като пропълзява в пространството под къщата, в която живее, и се нагълтва със сънотворните хапчета на майка си.
Плат оцелява при този първи опит и е намерена след като е лежала три дена в скривалището си. За това преживяване по-късно пише как е била „блажено отпусната и несъпротивляваща се на водовъртежната чернота, която искрено вярвах, че е вечната забрава“. Прекарва следващите шест месеца в психиатрия, където отново е подложена на лечение с инсулинови и електрошокове. За престоя ѝ в болницата „МакЛийн“, както и за обучението ѝ в „Смит“, разноските плаща Олив Хигинс Праути, която самата успешно се е преборила с нервното разстройство. Възстановяването на Плат върви добре и скоро тя се връща в колежа. През януари 1955 година предава магистърската си теза със заглавие „Вълшебното огледало: Изследване на двойника в два от романите на Достоевски“, а през юни се дипломира с възможно най-висок резултат.
Плат печели стипендия „Фулбрайт“ за обучение в „Нюхем Колидж“, един от трите колежа само за жени в университета в Кеймбридж, Англия, където продължава активно да пише поезия и да публикува произведенията си в студентския вестник „Върсити“. В „Нюхем“ нейна преподавателка е Доротея Крук, която тя високо цени.

### Кариера и брак
Престоят на Плат в болницата „МакЛийн“ я вдъхновява за романа ѝ „Стъкленият похлупак“.
На празненство в Кеймбридж на 25 февруари 1956 г. тя се запознава с поета Тед Хюз. В едно интервю за БиБиСи (днес притежание на Архива на звукозаписи към Британската библиотека) Плат описва тази среща:
| „ | Озовах се в Кеймбридж благодарение на стипендия, осигурена ми от правителството на Съединените щати. Попаднах на някои от стихотворенията на Тед в едно списание, бях много впечатлена и исках да се запозная с него. Отидох на това скромно празненство и там всъщност се запознахме... След това започнахме да се виждаме доста често. Тед се върна в Кеймбридж и изведнъж няколко месеца по-късно се оказахме женени... Продължихме да си пишем стихотворения един на друг. Така, предполагам, се породи усещането, че и двамата пишем много и си прекарваме чудесно като го правим, затова решихме, че това не трябва да спира. | “ |

Плат описва Хюз като „певец, разказвач, лъв и скитник по света“ с „глас като божи гръм“.
Двамата се женят на 16 юни 1956 г. в църквата „Мъченикът Свети Георги“ в Холбърн, квартал в района Камдън, Лондон, в присъствието на майката на Силвия, и прекарват медения си месец в Бенидорм. Плат се връща в Нюхем през октомври за втората си година в университета. По това време и тя, и Хюз започват силно да се интересуват от астрология и свръхестествени явления, като използват уиджа – дъски за спиритически сеанси. В началото на 1957 г. двамата се местят в Щатите и от септември същата година Плат започва да преподава в „Смит Колидж“, университета, в който е учила. Оказва се обаче, че ѝ е трудно да преподава и да намира достатъчно време и енергия за писане и в средата на 1958 г. двойката се мести в Бостън. Плат започва работа на рецепцията в психиатричното отделение на Масачузетската главна болница, а вечер посещава курсовете по творческо писане, водени от Робърт Лоуъл (посещавани също и от писателите Ан Секстън и Джордж Старбък). И Лоуъл, и Секстън насърчават Плат да използва преживяванията си като основа за писане и тя следва съветите им. Свободно обсъжда депресията си с Лоуъл и опитите си за самоубийство със Секстън, която я подтиква да пише от по-женска гледна точка. Силвия започва да мисли за себе си като за по-сериозен и съсредоточен поет и автор на разкази. По това време Хюз и Плат се запознават с поета У. С. Мъруин, който се възхищава на творчеството им и остава техен приятел за цял живот. През декември Силвия възобновява психоаналитичното си лечение.
Плат и Хюз пътуват из Канада и Съединените щати и прекарват известно време в творческата резиденция „Ядо“ (Yaddo) в Саратога Спрингс, щата Ню Йорк в края на 1959 г. Плат споделя, че там се е научила да бъде „вярна на странността си“, но продължава да се притеснява да пише изповедно и да засяга дълбоко лични и съкровени неща. Двамата се връщат в Англия през декември 1959 г. и живеят в Лондон, на „Чалкът Скуеър“ № 3, близо до района Примроуз Хил от Риджън’с Парк. На този адрес има табела, която отбелязва, че писателката е живяла там. Дъщеря им Фрида Ребека се ражда на 1 април 1960 г. а през октомври Плат издава първата си стихосбирка „Колосът“. През февруари 1961 г. при втората си бременност Силвия помята – тази случка намира място в няколко нейни стихотворения, сред които и „Парламент Хил Фийлдс“. През август тя завършва полуавтобиографичния си роман „Стъкленият похлупак“ и веднага след това семейството се мести в Корт Грийн в малкото пазарно градче Норт Тотън в Девън. Никълъс се ражда през януари 1962. В средата на същата година Хюз започва да отглежда пчели, които ще станат тема на много от стихотворенията на Плат.
През 1961 г. двойката дава под наем апартамента си на „Чалкът Скуеър“ на Ася и Дейвид Уивил. Щом вижда Ася, Хюз моментално е запленен красотата ѝ. През юни 1962 г. Плат претърпява катастрофа, която тя описва като един от многото си опити за самоубийство. През юли 1962 г. Силвия разбира, че мъжът ѝ има любовна афера с Ася Уивил и през септември двамата се разделят.
От октомври 1962 г. Плат навлиза в период на творчески подем и написва повечето стихотворения, на които днес дължи популярността си. В последните месеци от живота си тя създава поне 26 от стихотворенията, влезли в издадената посмъртно стихосбирка „Ариел“. През декември 1962 г. се връща в Лондон сама с децата си и наема за срок от 5 години апартамент на „Фицрой Роуд“, която се намира само през няколко улици от „Чалкът Скуеър“. В тази къща някога е живял ирландския поет Уилям Бътлър Йейтс и на нея има възпоменателна табела. Това се харесва на Плат и тя смята, че е добра поличба.
Северната зима на 1962 – 3 г. е една от най-студените за последните 100 години. Тръбите замръзват, а децата – едното на 2 години, а другото на 7 месеца – често са болни. В апартамента няма телефон. Депресията на Плат се завръща, но тя успява да довърши стихосбирката, която ще бъде публикувана след смъртта ѝ (през 1965 г. в Англия и през 1966 г. в САЩ). Единственият ѝ роман, „Стъкленият похлупак“, излиза през януари 1963 г. под псевдонима Виктория Лукас и е приет с безразличие от критиката.

### Самоубийство
Д-р Джон Хордър, близък приятел на Плат, който живее наблизо, ѝ предписва антидепресанти няколко дни преди самоубийството. Той е наясно, че тя е в опасност сама с двете малки деца, затова я посещава всеки ден и полага сериозни усилия да я вкара в болница. След като не сполучва, Хордър урежда медицинска сестра, която да живее в апартамента. Според някои мнения, предписаните на Силвия антидепресанти не оказват пълния си ефект, защото за това са необходими около три седмици.
Сестрата трябва да дойде в 9 сутринта на 11 февруари 1963 г. за да помогне на Плат с грижите за децата. Когато се появява, не може да влезе в апартамента, но накрая успява с помощта на един работник, Чарлз Ленгридж. Двамата откриват Силвия в кухнята, с глава във фурната, мъртва, отровена с въглероден окис. Тя е запушила пролуките към стаята, където спят децата, с мокри пешкири и парцали. Става ясно, че около 4:30 сутринта е сложила главата си във фурната като преди това е пуснала газта. Когато умира, Плат е на 30 години.
Има предположения, че Плат не е възнамерявала да се самоубива. Попитала е съседа си отдолу, някой си мистър Томас, в колко часа ще излиза същата сутрин. Оставила е също бележка „Обадете се на д-р Хордър“, заедно с номера на доктора. Спорно е дали не е пуснала газта по времето, когато мистър Томас е трябвало да излезе и да види бележката. В нейната биография обаче, озаглавена „Да се предадеш: Последните дни на Силвия Плат“, най-добрата ѝ приятелка Джилиън Бекър пише: „Според полицая мистър Гудчайлд, прикрепен към съдебното следствие... [Плат] е мушнала главата си надълбоко във фурната... с ясното намерение да умре“. Д-р Хордър също смята, че няма съмнение каква е била целта ѝ. Той твърди, че „За всеки, видял с какво старание кухнята е била подготвена за последвалата сцена, е ясно, че единственото обяснение за нейните действия е един ирационален, непреодолим, натрапчив импулс“. Плат описва отчаянието си като „нокти на кукумявка, впити в сърцето ми“. В издадената си през 1971 г. книга, посветена на самоубийството, приятелят на Силвия и критик Ал Алварес твърди, че самоубийството на Плат е зов за помощ, останал без отговор.

## След смъртта на Плат
В деня след смъртта на Плат следствието обявява, че това е самоубийство. Хюз е смазан – били са разделени пет месеца. В писмо до стар приятел на Плат от „Смит Колидж“ пише: „Това е краят на живота ми. Оттук-нататък ще живея посмъртно“. Надписът на надгробната плоча на Плат в двора на енорийската църква „Свети апостол Тома“ в Хептънстол е избран от Хюз: „Дори сред най-свирепите пламъци може да бъде засаден златният лотос“. Биографите приписват цитата на будисткия роман от XVI в. „Пътуване на Запад“ от Ву Ченг или на индуисткия текст „Бхагавад гита“.
Надгробната плоча периодично е подложена на вандалски прояви от хора, които не понасят присъствието на името Хюз върху нея. Те се опитват да го изстържат и да оставят само „Силвия Плат“. Когато Ася Уивил, с която Тед Хюз живее, се самоубива и убива четиригодишната им дъщеря Шура през 1969 г. тези прояви зачестяват. След всеки такъв случай, Хюз маха плочата и понякога гробът остава неозначен до възстановяването ѝ. Оскърбени поклонници на Плат обвиняват Хюз в медиите, че осквернява паметта ѝ по този начин. Смъртта на Уивил кара хората да заговорят, че Хюз е тормозил и нея, както и Плат. През 1970 г. поетесата феминистка Робин Морган публикува стихотворението „Обвинение“, в което открито обвинява Хюз в побой и в убийството на Плат, други радикални феминисти заплашват, че ще го убият като възмездие за смъртта ѝ.
През 1989 г., при нова атака срещу Хюз в публичното пространство, се разгаря битка на страниците на „Гардиън“ и „Индипендънт“. В броя на „Гардиън“ от 20 април Хюз публикува статията „Мястото, където Силвия Плат би трябвало да почива в мир“, в която пише: „В годините непосредствено след смъртта на [Плат], когато изследователите се обръщаха към мен, аз се стараех да погледна сериозно на изразената им сериозна загриженост за истината по отношение на Силвия Плат. Но скоро си научих урока. [...] Ако прекалено усърдно се стремях да им кажа точно какво се е случило, с надеждата да коригирам някаква измислица, обикновено ме обвиняваха в опити за потискане на Свободното Слово. Така че отказът ми да имам нещо общо с Фантазията Плат, по принцип бе приеман като покушение върху Свободното Слово. [...] Явно има повече нужда от Фантазията за Силвия Плат, отколкото от фактите. И къде остава уважението към истината за нейния живот (и моя), към нейната памет, към литературната традиция, аз наистина не знам“.
На 16 март 2009 г. Никълъс Хюз, синът на Плат и Тед Хюз, се обесва в дома си в Аляска в резултат на депресия.

## Творчество
Плат пише поезия от осемгодишна възраст. Нейното първо стихотворение се появява на страниците на „Boston Traveller“. До пристигането ѝ в колежа „Смит“ тя вече има петдесет кратки разказа и публикации в поредица от списания. В „Смит“ тя специализира английски и печели всички големи награди и стипендии за творчество. Освен това тя печели място като гост-редактор в колежанското списание „Мадмоазел“, като на завършването си през 1955 г. печели наградата Glascock със своето произведение „Two Lovers and a Beachcomber by the Real Sea“. По-късно в Кеймбридж, тя пише за университетското издание Varsity. По времето, по което Heinmann публикува нейната първа стихосбирка The Colossus и други стихотворения във Великобритания късно през 60-те години, Плат е вече в списъка на Yale за млади поети в конкурса им за книги, като вече има свои творби, публикувани в Харпърс, Спектейтър и Таймс Литерари Съплъмент. Всичките ѝ стихотворения от „The Colossus“ са били вече поместени на страниците на големи всекидневници в САЩ и Великобритания, като по това време тя има и договор с „The New Yorker“. Въпреки това нейната стихосбирка от 1965 г. „Ариел“, публикувана посмъртно, има най-големи заслуги за репутацията на Плат.
През 1971 г. стихосбирките „Winter Trees“ и „Crossing the Water“ са публикувани във Великобритания с включени девет непубликувани до момента стихотворения от оригиналния ръкопис на „Ариел“. Изявявайки се в „Ню Стейтсмън“, неин колега поет Питър Портър пише:
„Crossing the Water“ е пълна с перфектно реализирани трудове. Най-поразителното впечатление е на водещ творец в процес на осъзнаване на истинската си мощ. Такъв е контролът на Плат, че книгата притежава необичайност и сигурност, които би трябвало да я правят толкова знаменита, колкото „The Colossus“ или „Ариел“.
„The Collected Poems“, публикувана през 1981 г., редактирана през 1981 и с предговор от Тед Хюз, съдържа поезия, писана от 1956 г. до смъртта на Плат. През 2006 г. Анна Джърни, тогава докторант във „Virginia Commonwealth University“, намира непубликуван сонет, написан от Плат, озаглавен „Ennui“. Поемата, съставяна през ранните години на Плат в колежа „Смит“, е публикувана в онлайн списанието „Блакбърд“.
Според Хюз, Плат оставя зад себе си около сто и тридесет, написани на пишеща машина страници от друг роман, първоначално озаглавен „Double Exposure“. Този ръкопис изчезва някъде около 1970 г.

### Оценки
„The Colossus“ получава огромни позитиви от ревютата във Великобритания, изтъквайки гласа на Плат като нов и силен, индивидуалистичен и американски по звучене. Питър Дикинсон от „Пънч“ определя стихосбирката като истинско откритие, вълнуващо за четене и пълно с чисти и леки стихове. Бернард Бергонзи от „Manchester Guardian“ казва, че книгата е „невероятно техническо постижение с виртуозно качество.“ От гледна точка на публикацията тя получава постоянно присъствие на поетическата сцена. Книгата стига до там, че се публикува в Америка през 1962 г., но с не толкова блестящи отзиви. Докато произведенията биват предимно признавани, маниерът на писане на Силвия е гледан като по-производен на този на други поети. Някои по-късни критици описват първата книга като някак млада, скучна и концептуална в сравнение с по-свободната образност и интензитет на по-късните ѝ трудове.
Публикацията на Хюз за „Ариел“ е това, което през 1965 г. отлага издигането на Плат. Веднага след като е публикувана, критиците започват да виждат стихосбирката като диаграмата на надигащото се отчаяние и предсмъртно желание на Силвия. Нейната драматична смърт се превръща в най-популярния факт за писателката и това остава така. „Тайм“ и „Лайф“ отразяват тънката по обем „Ариел“ в навечерието на смъртта на Плат. Критикът от „Тайм“ казва: „В рамките на само една седмица от смъртта ѝ интелигенцията на Лондон изведе на преден план копия на странно и ужасно стихотворение, което тя пише по време на последното си болно спускане към самоубийството. Заглавието е „Daddy“; темата е мрачната любовна омраза към баща ѝ; стилът – брутален като палка. Нещо повече, „Daddy“ е просто първата струя огън от един литературен дракон, който през последните месеци на своя живот бълва гореща жлъчна лава насред литературния пейзаж.
В най-свирепите стихотворения на Плат, „Daddy“ и „Lady Lazarus“ страховете, омразата, любовта, смъртта и собствената идентичност на поетесата се превръщат в кондензирана черна жар чрез фигурата на бащата, а и чрез нея – с вината на германските унищожители и страданието на техните еврейски жертви. Това са стихотворения, както Робърт Лоуъл ги описва в предисловието на „Ариел“, които играят руска рулетка с шест патрона в цилиндъра."
Част от феминисткото движение вижда Плат като говорител на техните преживявания, като символ на попарения женски гений. Писателят Онър Мур описва „Ариел“ като поставяне на началото на движението. На Плат започва да се гледа като на „жена в цялата си същност“, сигурна и дръзка. Мур казва: Когато „Ариел“ на Силвия Плат бе публикувана през 1966 г. в САЩ, американските жени забелязаха. Не само жените, които по принцип четат стихотворения, а домакините и майките, чиито амбиции са събудени. Тук е жена, майсторски добра в своя занаят, чиито финални стихотворения безкомпромисно увековечават женския гняв, двойствеността на отношението и скръбта в гласа, с който много жени започват да се самоидентифицират."
Пощенската компания на САЩ представя пощенска марка, на която е изобразена Силвия Плат през 2012 г.

### Тематика
Ранните съчинения на Силвия Плат, които се превръщат в нейната типична образност, използвайки персонални и природни изображения като например: луната, кръв, болници, ембриони и черепи. Те са главно имитации и упражнения на поети, които тя харесва, като Дилан Томас, У. Б. Йейтс и Мериън Мур. Късно през 1959 г., когато тя и Хюз са на сдружение „Yaddo writers“ в щата Ню Йорк, тя написва „Poem for a Birthday“, която се състои от седем части, в които отеква поредицата на Тиъдър Ротке „Lost Son“, въпреки че темата е нейната собствена криза и опитът ѝ за самоубийство на двадесет и една годишна възраст. След 1960 г. творчеството на Плат преминава в по-сюрреалистичен пейзаж, затъмнен от чувство на затваряне и задаващата се смърт, засенчена от баща ѝ. „The colossus“ е пълна със смърт, изкупление и възкресение. След като Хюз я напуска, Плат написва за по-малко от два месеца четиридесетте стихотворения за гняв, отчаяние, любов и отмъщение, на които предимно лежи нейната репутация.
Пейзажната лирика на Плат е описвана като „богата и важна част от нейното творчество, която е често пренебрегвана“. Нейното стихотворение от 1961 г. „Wuthering Heights“ взима своето заглавие от романа на Емили Бронте, но нейното съдържание и стил и са част от собствената конкретна визия на пейзажа на Пенините.
Стихотворенията в „Ариел“ отбелязват отклонение от предишните трудове на Плат към по-личната поезия. Поезията на Робърт Лоуъл може и да е изиграла роля в тази промяна, както се загатва в нейния цитат на книгата на Лоуъл от 1959 г., озаглавена Life Studies, която в интервю малко преди смъртта си тя я отбелязва като книга, отразила съществено влияние върху нея. Това влияние си проличава в посмъртно публикувани автобиографични описания на менталната болест в поеми като Tulips, Daddy и Lady Lazarus. Творчеството на Плат е често дефинирано като изповедна лирика, а стилът на творчеството ѝ е сравняван с други нейни съвременници като Роберт Лоуъл и Снодграс. Близкият приятел на Плат – Ал Алварез, който е писал за нея обширно, казва за нейното творчество: „случаят на Плат е доста усложнен поради факта, че в нейното по-късно творчество, тя нарочно използва детайли от всекидневния си живот като суров материал за нейното изкуство.“ Обикновен гост или неочаквано обаждане, порязване, синина, кухненска купа, свещник – всичко може да бъде използвано, да му бъде добавено смисъл, бива трансформирано. Нейните стихотворения са пълни с препратки и изображения, които изглеждат непроницаеми от разстояние, но и които могат да бъдат обяснени в бележки под линия от човек, който е запознат с аспектите от нейния живот. Много от по-късните стихотворения на Плат се справят с нещо, което един критик нарича „домашен сюрреализъм“, в който Плат взима елементи от всекидневието и обръща образите, придавайки им почти кошмарно звучене. Стихотворението на Плат „Morning song“ от „Ариел“ е смятано за едно от най-добрите в света в свободата на изразяване на един артист.
Поетесата, която Плат смята за приятелка и на която споделя, Ан Секстън коментира: „Аз и Силвия говорехме обширно за нашето първо самоубийство в детайли и дълбочина, докато ядяхме чипс. Самоубийството в крайна сметка е обратното на стихотворението. Аз и Силвия доста често говорихме противоположни неща. Говорехме за смъртта с интензитета на пожар, и двете прилепени като пеперуди към електрическа крушка, смучейки я. Тя разказваше историята за нейното първо самоубийство в сладки и любвеобилни детайли и нейното описание в „Стъкленият похлупак“ е същата тази история.“ Изповедната интерпретация на работата на Плат довежда до отхвърляне на някои аспекти от работата ѝ като експозиция на сантименталната мелодрама. През 2010 г. например Теодор Далримпъл твърди, че Плат е била покровител на самодраматизма и самосъжалението. Но критици като Трейси Брейн имат възражения върху твърдо автобиографичната интерпретация на творбите на Плат.

### Дневници и писма
Писмата на Плат са публикувани през 1975 г., редактирани и подбрани от нейната майка – Аурелия Плат. Колекцията „Домашни писма: кореспонденция 1950 – 1963 г.“ излиза от части в отговор на острата обществена реакция на публикуването на „Стъкленият похлупак“ в Америка. Плат поддържа дневник, от единадесет годишна възраст до самата си смърт, до момента, в който се самоубива. Нейните дневници от зряла възраст, започвайки от първата година в колежа „Смит“ през 1950 г., са първо публикувани през 1982 г. като „Дневниците на Силвия Пат“, редактирани от Франсис МакКълоу с Тед Хюз като консултиращ редактор. През 1982 г., когато колежът „Смит“ се сдобива с оставащите дневници на Плат, Хюз запечатва два от тях до 11 февруари 2013 г., петдесетата годишнина от смъртта на Плат.
През последните години от живота си Хюз започва да работи върху пълното публикуване на дневниците на Плат. През 1998 г., скоро след неговата смърт, той разпечатва двата дневника и оставя проекта на своите деца от Плат – Фрида и Николас, които го оставят на Карен Кукил. Кукил завършва редакцията през декември 1999 г. и през 2000 г. „Анкър буус“ публикува „The Unabridged Journals of Sylvia Plath“. Повече от половината от новите произведения съдържат нов материал. Американската писателка Джойс Каръл Оутс приветства публикуването като истинско литературно събитие. Хюз е обект на критики заради ролята си в манипулиране на дневниците: той твърди, че е унищожил последния дневник на Плат, който съдържа записи от зимата на 1962 г. до смъртта на автора. Във встъплението на версията от 1982 г. той пише „Аз унищожих [последния от нейните дневници], защото не исках нейните деца да трябва да го прочетат [тези дни аз гледах на забравата като на основна част от оцеляването].“

### „Стъкленият похлупак“
Полуавтобиографичният роман на Плат, чието издаване нейната майка иска да блокира, е публикуван през 1963 г. и в САЩ през 1971 г. Описвайки компилацията от книги на майка си, Плат пише „Това, което съм направила, е да събера случки от моя живот с лек от оттенък на художествена литература, за да се добави цвят – това е бойлер от спомени, всъщност, но мисля, че ще покаже колко изолиран може да се чувства човек, когато страда... опитах се да си представя моя свят и хората в него като погледнати от изкривеното стъкло на стъклен похлупак.“ Тя описва романа като „автобиографична чирашка работа, която трябва да напише, за да се освободи от миналото.“ Тя се е срещала с колежанин от Йейл последна година на име Дик Нортън по време на първата си година. Нортън, на когото е основан героят Бъди в „Стъкленият похлупак“, развива туберкулоза и е лекуван в „Ray Brook Sanatorium“ около езерото Саранак. Докато посещава Нортън, Плат чупи крака си, карайки ски, инцидент, който е художествена измислица в романа.
Бракът на Плат с британския поет лауреат Тед Хюз е бил буен и е тема на множество спекулации.
След като Хюз и Плат са били юридически женени по времето на нейната смърт, Хюз наследява имуществото на Плат, заедно с всичките ѝ творби. Хюз е съден нееднократно за изгарянето на последния дневник на Плат. Той губи и още един дневник и недовършен роман и е инструктиран, че колекция от листи и дневниците на Плат не трябва да бъдат публикувани преди 2013 г. В топовете на литературния критицизъм и биография, публикувани след тяхната смърт, след пускането на новите материали, биографичен филм или която и да е стара или нова полемика, дебатът около литературното имущество на Плат много често се свежда до черно и бяло, в зависимост от това чия история читателите избират. Хюз е обвиняван в опити да контролира имуществото за свои собствени цели, въпреки че авторските и лицензионните възнаграждения от поезията на Плат са поставени във фонд за техните две деца Фрида и Николас.
Макар бидейки още предмет на хули, Хюз публикува „Birthday letters“ през 1998 г., неговата собствена колекция от 88 стихотворения за неговата връзка с Плат. Хюз публикува много малко от своите собствени преживявания от брака си и последвалото самоубийство, както и книгата, предизвикват сензация. Не е било ясно по време на публикуването на творбите, че Хюз е страдал от крайна форма на рак и е щял да умре по-късно същата година. Книгата печели „Forward Poetry Prize“, „T. S. Eliot Prize for Poetry“ и „The Whitbread Poetry Prize“. Стихотворенията, написани след нейната смърт, а в някои от случаите много след това, са абсолютен провал; те се въртят около липсващ център, опитвайки се да открият причината, поради която Плат отнема собствения си живот.
Плат е поставена на филмова сцена от Гуинет Полтроу във филма „Силвия“ от 2003 г. Фрида Хюз, по-късно поетеса и художничка, е двегодишна, когато нейната майка умира, е разярена от направата на забавление от живота на нейните родители. Тя обвинява „дъвчещата фъстъци“ публика в желание за погъделичкване на гърба на трагедията на нейното семейство. През 2003 г. тя публикува стихотворението „My Mother“ в „Tatler“, в което изразява своето отвращение от случващото се.

## Силвия Плат и изобразителното изкуство
На 22 март 1958 г. в писмо до майка си Силвия Плат пише, че е открила своя най-дълбок източник на вдъхновение и той се е оказал изобразителното изкуство, и по-специално – картините на Анри Русо, Пол Гоген, Паул Клее и Джорджо де Кирико. Внушително е усещането на Плат, че писането не е достатъчно, че литературата се нуждае от принципите и на живописта, за да разшири границите си и да се сдобие с повече възможности за изразяване. Интересно е, че повечето рисунки на Силвия са правени с молив или мастило и са черно-бели. В същото време не липсват опити, но те определено са по-малко, в които тя е експериментирала с цветове и фигури, повлияна от любимите си художници. Докато поезията ѝ, тъкмо напротив, е много цветна. При нея болката и смъртта имат червен цвят, всичко, което застрашава живота, е с червен цвят, а парадоксално – здравото е безцветно. Хипнозата, която любимите ѝ художници имат от цветовете, Плат възприема и пренася в писането. Нещо повече, за нея много важна става природата, която тя непрекъснато противопоставя на човешкото, като тази природа е ту плашеща, ту просто има свои закони, по които се развива, но отново нехае за човека. Повлиян от тях е и маниерът на наивизъм, който при Плат избива в едно писане, което сякаш през цялото време се чуди и не може да повярва в нищо, което сякаш се диви на силата на природата и предметите и недоумява пред слабостите на човека. И пак от тези художници като че ли идва склонността ѝ към деформации – всяко нещо в поезията ѝ уж е едно, но само на пръв поглед, а всъщност е друго, защото много важно е субективното усещане и преживяване. Говорейки за всички тези влияния на живописта върху писането на Плат, не можем да подминем и склонността на това писане към визуалност, както и вкуса към детайла. Много често стиховете ѝ приличат на описание на картина. Ето само един пример с началото на стихотворението „Градината в имението“:
| „ | Фонтаните пресъхнаха, а розите привършиха. Смъртен тамян. Денят ти иде. Крушите тлъстеят като малки буди. Синкава омара влачи езерото. | “ |

Що се отнася до детайла, идеален пример е рисунката на Силвия Плат, озаглавена „Стъкленият похлупак“. Рисунката се състои от две обувки, които хвърлят сянка и загатват, че трябва да има и човешка фигура, но такава отсъства на рисунката. И тук няма как да не направим паралел с писането на Плат, но този път неизбежно това няма да са стиховете, а романът ѝ, носещ същото заглавие. В него има една ярка, запомняща се сцена, в която първото нещо, което героинята вижда, идвайки в съзнание, е една обувка („Масивна обувка от напукана кожа, доста стара, с малки дупчици за проветрение, изрязани като фестон около палеца, отдавна нелъскана и насочена към мене“). Така един детайл, който в рисунката може да бъде интерпретиран многозначно, в писането директно насочва към заплахата. Друга отпратка към романа може да е убеждението на героинята, че след смъртта ѝ ще останат само леко поочуканите ѝ обувки, в които ще се е скрила душата ѝ. Ето я тази общност на детайлите, която в писането се заостря и при която детайлът най-често онагледява враждебността на света и загатва изчезването на човешкото.
За рисунките си Плат е оставила предметите с тяхната утилитарна стойност (термос, сандък, ябълка, бутилка с вино, диви кестени, спиртник, върху който се готви, буркани, чиния с плодове), с възможността им да служат на човека, и е внушила тяхната стабилна идентичност. За разлика от поезията ѝ, в която предметите, както се спомена, са с неясна идентичност и се трансформират в заплаха за човека. Освен това в рисунките си Плат избягва да рисува хора, с малки изключения в някои от скечовете ѝ от Париж, както и с портретите на Тед Хюз и нейните собствени автопортрети. Затова и за рисунките ѝ може да се каже, че са спокойни, акцентиращи върху условията, които гарантират живота; и че са някак облъхнати от простота. Докато в поезията ѝ с годините все по-усилено и по-усилено се акцентира върху търсещата и ненамираща себе си личност, върху сложността на аза, върху взряната в смъртта жена. Или както казва Сюзан Губар, живописната техника и темите при Силвия Плат излизат на повърхността в стиховете ѝ и е въпрос на коректност поетесата да бъде сравнена и с художничката.

### Поезия
- The Colossus and Other Poems (1960)
- Ariel (1965)
  - „Ариел“
- Three Women: A monologue for three voices (1968)
- Crossing the Water (1971)
- Winter Trees (1972)
- The Collected Poems (1981)
- Selected Poems (1985)

### Проза
- The Bell Jar (1963) под псевдонима Виктория Лукас
  - „Стъкленият похлупак“
- Letters Home (1975)
- Johnny Panic and the Bible of Dreams (1977)
- The Journals of Sylvia Plath (1982)
- The Magic Mirror (1989), Plath's Smith College senior thesis
- The Unabridged Journals of Sylvia Plath, edited by Karen V. Kukil (2000)

### Детски книги
- The Bed Book (1976)
- The It-Doesn't-Matter-Suit (1996)
- Collected Children's Stories (UK, 2001)
- Mrs. Cherry's Kitchen (2001)